# Ratpenat bru dels graners
El ratpenat bru dels graners (Eptesicus serotinus) és una espècie europea d'aspecte robust.

## Descripció
Té ales allargades i una cua que sobrepassa poc més de 3 mm de l'uropatagi. Les orelles són relativament curtes: doblegades endavant arriben a la meitat de la distància entre l'ull i l'extrem del musell. El tragus, de forma més o menys linear i amb la punta arrodonida, fa aproximadament 1/3 de la llargada de l'orella i presenta un petit lòbul a la base.
Pelatge llarg, de color marró fumat pel dors i de color marró groguenc pel ventre, amb una línia de demarcació mal definida entre les dues coloracions. Les orelles i el musell són negres, i el patagi de color marró negrós. Les cries presenten tonalitats més fosques que els adults.
Dimensions corporals: cap + cos (62 - 82 mm), cua (39 - 65 mm), avantbraç (48 - 58 mm) i envergadura alar (315 - 380 mm).
Pes: 15 - 35 g.

## Hàbitat
Ocupa hàbitats diversos, però els que més freqüenta són les llacunes salobres costaneres, els horts i altres llocs habitats, on s'amaga en construccions humanes, forats dels arbres i esquerdes de les roques.

## Distribució
Es troba per la major part dels continents europeu i asiàtic. És present a les Illes Balears.

## Costums
Ix a caçar al capvespre, amb un vol lent, entre els 6 i els 10 m d'altura, que descriu corbes amples.
A l'estiu les femelles poden formar petites colònies de cria que gairebé mai no excedeixen la vintena d'individus.

## Sinònims
- gabonensis, Trouessart, (1897).

## Subespècies
- E. serotinus serotinus, Schreber, (1774).
- E. serotinus andersoni, Dobson, (1871).
- E. serotinus boscai, Cabrera, (1904).
- E. serotinus horikawai, Kishida, (1924).
- E. serotinus pallens, Miller, (1911).
- E. serotinus pashtonus, Gaisler, (1970).
- E. serotinus shirazensis, Dobson, (1871).
- E. serotinus turcomanus, Eversmann, (1840).

## Espècies semblants
- Eptesicus isabellinus: abans, E. serotinus isabellinus, Temminck, (1840).

- Els nòctuls de la mateixa mida tenen el tragus en forma de bolet.

- Els ratpenats del gènere Myotis de la mateixa mida tenen el tragus acabat en punta.